# Бун, Фернан
Фернан Бун (1 августа 1934 — 11 сентября 2013) — бельгийский профессиональный футболист, который играл на позиции вратаря.

## Клубная карьера
Фернан Бун дебютировал в профессиональном футболе в 1952 году в возрасте 18 лет, его первым клубом стал «Брюгге». Он оставался в клубе в общей сложности 19 лет, в течение которых сыграл 307 матчей. В 1967 году он получил награду Футболист года в Бельгии. Кроме того, он дважды выиграл кубок Бельгии по футболу. В 1971 году он присоединился к «Руселаре», команде, где он завершил карьеру игрока, проведя с клубом один сезон.
Фернан Бун умер 11 сентября 2013 года в Генте в возрасте 79 лет.

## Национальная сборная
Фернан Бун сыграл в общей сложности восемь раз за сборную Бельгии, дебютировав 16 апреля 1967 года в товарищеском матче против Голландии. Он вышел на замену вместо вратаря «Стандард Льеж», Жана Николая, Бельгия одержала победу с минимальным счётом.